# Acción Diferida para Padres de Estadounidenses
La Acción Diferida para Padres de Estadounidenses y Residentes Permanentes Legales o DAPA (en inglés: Deferred Action for Parents of Americans and Lawful Permanent Residents), a veces llamada Acción Diferida para la Responsabilidad de los Padres (en inglés: Deferred Action for Parental Accountability), fue una política de inmigración planificada de los Estados Unidos para otorgar estatus de acción diferida a ciertos inmigrantes indocumentados que han vivido en los Estados Unidos desde 2010 y tienen hijos que sean ciudadanos estadounidenses o residentes permanentes legales. Se impidió que entrara en vigor. La acción diferida no tendría estatus legal pero vendría con un documento de autorización de empleo (permiso de trabajo) renovable de tres años y una exención de deportación. DAPA fue una acción ejecutiva presidencial, no una ley aprobada por el Congreso.
El programa fue anunciado el 20 de noviembre de 2014 por el presidente Barack Obama, junto con una serie de medidas de reforma migratoria que incluyen mayores recursos para el control fronterizo, nuevos procedimientos para inmigrantes altamente calificados y una expansión del programa existente de Acción Diferida para los Llegados en la Infancia (DACA).
Varios estados de EE. UU. presentaron demandas contra el gobierno federal el 3 de diciembre de 2014, argumentando que DAPA viola la Constitución y los estatutos federales. El 16 de febrero de 2015 se emitió una orden judicial temporal que impidió que el programa entrara en vigor mientras avanza la demanda. El Tribunal de Apelaciones del Quinto Circuito confirmó la decisión el 9 de noviembre de 2015, y una decisión dividida por 4 a 4 de la Corte Suprema de los Estados Unidos el 23 de junio de 2016 dejó efectivamente el bloqueo en vigor.
El 15 de junio de 2017, la administración Trump anunció la rescisión de la orden DAPA.

## Elegibilidad
Si se hubiera implementado DAPA, una persona habría sido elegible si la persona:
- Había vivido en los Estados Unidos de manera ininterrumpida desde el 1 de enero de 2010,
- Había estado presente físicamente en los Estados Unidos el 20 de noviembre de 2014 (fecha en que se anunció el programa),
- Había estado físicamente presente en los Estados Unidos cuando postuló al programa,
- Carecía de estatus migratorio legal el 20 de noviembre de 2014.
- Tuvo, a partir del 20 de noviembre de 2014, un hijo que es ciudadano estadounidense o residente permanente legal,
- No haber sido condenado por un delito grave, un delito menor significativo o tres o más delitos menores, y
- No había "representado de otro modo una amenaza a la seguridad nacional ni había sido una prioridad de aplicación para la expulsión".